# Ichi the Killer
Ichi the Killer (jap. 殺し屋1, Koroshiya 1) ist ein Yakuza-Film des Regisseurs Takashi Miike aus dem Jahr 2001. Er basiert auf dem gleichnamigen Manga von Hideo Yamamoto.
Aufgrund seiner extremen Gewaltdarstellung löste der Film bei Erscheinen Kontroversen aus, wurde in mehreren Ländern verboten und erlangte zugleich Kultstatus unter Genrefans.

## Handlung
Der psychisch labile und introvertierte junge Mann Ichi wird vom geheimnisvollen Jijii manipuliert und als Killer missbraucht. Jijii suggeriert Ichi, dass es sich bei seinen Opfern um Personen handele, die ihn in seiner Kindheit gedemütigt haben. Da Ichi auch den Yakuza-Boss Anjo ermordet, wird er vom masochistischen Yakuza Kakihara gejagt. Der Gangster zeigt sich fasziniert von Ichis sadistischer Grausamkeit, die ihm wegen seiner sexuellen Neigung Lust verschafft. Als Kakihara auf Ichi trifft, entspricht dieser allerdings nicht seinen Vorstellungen. Kakihara stirbt bei seiner Jagd nach Ichi, Jijii wird einige Zeit später erhängt an einem Baum aufgefunden. Das Schicksal Ichis bleibt ungewiss.

## Veröffentlichung und Fassungen
Der Film feierte seine Premiere am 14. September 2001 auf dem Toronto International Film Festival, als Gimmick wurden zuvor Kotztüten verteilt. In Japan erschien der Film am 22. Dezember 2001.
Die Gewaltdarstellung des Films machte Ichi the Killer zu einem der kontroversesten Filme seiner Zeit. In mehreren Ländern erschien er lediglich in gekürzter Fassung. Die Schnitte variieren zwischen 3 und 17 Minuten. In Japan ist eine ungekürzte Fassung auf DVD erschienen, die ca. 129 Minuten (nach NTSC-Standard) lang ist. Diese Laufzeit entspricht etwa 123 Minuten der PAL-Geschwindigkeit. Aber auch in den USA und in mehreren EU-Staaten gibt es ungekürzte Veröffentlichungen von Ichi the Killer.
Mitte Juni 2005 wurde der Film in Deutschland auf DVD mit ca. 110 Minuten Lauflänge (Altersfreigabe: FSK keine Jugendfreigabe) veröffentlicht, die um 13 Minuten gekürzt ist. Mitte Dezember 2006 wurde von Raptor Film Entertainment eine ungekürzte Version des Films veröffentlicht, die  von der BPjM als strafrechtlich relevant eingestuft wurde. Am 30. Mai 2008 erging schließlich ein bundesweiter Beschlagnahmebeschluss für die Raptor-Fassung wegen Verstoßes gegen § 131 StGB. Vom British Board of Film Classification wurden Schnitte von 3 Minuten 15 verlangt, damit der Film im Vereinigten Königreich eine Freigabe ab 18 Jahren erhielt.

## Soundtrack
Der Soundtrack, eine Mischung aus Industrial und Ambient, stammt von Karera Musication. Bei der Band handelt es sich um ein Nebenprojekt des ehemaligen Boredoms-Gitarristen Seiichi Yamamoto und des Perkussionisten Yoshimi P-We. Alle Boredoms-Mitglieder bis auf ihren Sänger Yamantaka Eye sind an dem Projekt beteiligt. Der Soundtrack erschien bei Cinema Monsoon am 15. Dezember 2001.
| Nr. | Titel               | Zeit |
| 1   | 1                   | 1:00 |
| 2   | Babe"Baab           | 3:28 |
| 3   | Alphabetical #1     | 2:45 |
| 4   | Whity White         | 1:58 |
| 5   | Drops               | 2:14 |
| 6   | Yoku                | 1:22 |
| 7   | Totem Cheer         | 0:37 |
| 8   | Mind Chaser         | 2:23 |
| 9   | Planet Of The Birds | 2:20 |
| 10  | Space On Space      | 7:30 |
| 11  | Liquid & Steam      | 0:37 |
| 12  | Morning             | 2:42 |
| 13  | Alphabetical #2     | 2:44 |
| 14  | Opera               | 1:23 |
| 15  | 0                   | 5:01 |

## Kritik
Der Film stieß bei Erscheinen auf eine gemischte Resonanz von Kritikern. Auf Rotten Tomatoes hält er ein Bewertung von 65 % basierend auf 40 ausgewerteten Rezensionen und eine Zuschauerwertung von 82 %. Auf Metacritic erhielt er 55 von 100, basierend auf 10 ausgewerteten Reviews.
In Genrekreisen gilt der Film mit seiner Vermengung von Yakuza- und Splatterfilm sowie Ästhetiken aus der SM-Szene als einer der besten von Regisseur Takashi Miike, dessen Werk über 100 Filme aus ganz unterschiedlichen Filmgenres umfasst.
Für einige Kritiker überschattet die übersteigerte Gewaltdarstellung den restlichen Film. Das Lexikon des internationalen Films schrieb beispielsweise: „Mischung aus Thriller, Gangster- und Horrorfilm, in der Takashi Miike seiner Fantasie freien Lauf lässt und eine den Genrerahmen überschreitende Blutorgie zelebriert. Die implizierten gesellschaftspolitischen Aspekte geraten über die drastischen Schaueffekte in den Hintergrund.“
Ähnlich sah es Nana A.T. Rebhan auf Arte:

„Bei ihm geht es nicht mehr um heroische Heldentaten. Sein Ichi ist geradezu eine Karikatur eines Rächers. […] ichi the Killer ist einer der umstrittensten Filme Takashi Miikes, der bereits mit Werken wie Audition oder Visitor Q zu schocken wusste. Anders als bei seinem japanischen Regiekollegen Takeshi Kitano werden hier Menschen nicht einfach erschossen und sind dann tot, sondern sie werden regelrecht gefoltert, zerstückelt und entsorgt. Diese Gewaltexzesse sind allerdings schon wieder so übertrieben, absurd und unrealistisch in ihrer Brutalität, dass eine Identifikation des Zuschauers mit den Hauptfiguren nicht mehr stattfindet.“

Tanner Tafelski hob in The Village Voice den Comicstil des Regisseurs hervor. Für ihn ist die absurd übersteigerte Gewalt eine Sozialkritik an der toxisch gewordenen Welt er verglich es mit dem Pulp-Schreiber James Ellroy, der mal in Bezug auf sein Schreiben sagte: „Meine Bücher sind für die ganze Scheiß-Familie, wenn der Name der Familie die Manson Family ist.“ Dies würde in Bezug zu Filmen auch auf Takashi Miike zutreffen und insbesondere auch auf Ichi the Killer.
Chuck Bowen schrieb im Slant Magazine, dass hinter der scheinbaren Sensationslust auch ein moralisches Bewusstsein stehe. Miike stelle in dem Film Gewalt und Rache als sich selbst verstärkende Kreisläufe darstellen. Der Film zeige auf drastische Weise, wie Vorurteile, insbesondere gegenüber Frauen, entstehen und unschuldige Kinder manipuliert werden können.

## Prequels
Der Anime Koroshiya-1 Episode 0 von 2002 erzählt ausführlich die Geschichte von Ichis Kindheit.
2003 erschien mit 1-Ichi ein weiteres Prequel, das ebenfalls die Jugend von Ichi behandelt.

## Manga
Der Film basiert auf dem gleichnamigen Manga des von Hideo Yamamoto, dessen 101 Kapitel umfassendes Werk zunächst im Magazin Young Sunday des Shōgakukan-Verlages erschienen ist.
Der Manga unterscheidet sich in einigen inhaltlichen Details von seiner filmischen Übersetzung, so kommt den von Kakihara gerufenen Zwillingsbrüder im Manga eine wesentliche Rolle zu und besonders beim Ende gehen Manga und Filmversion weit auseinander.
Auch bei der optischen Umsetzung vieler Charaktere nahm sich Regisseur Miike große Freiheiten. Kakihara hat im Manga etwa tiefschwarze Haare und zahlreiche Piercings im Gesicht, während Jijii kleiner und älter als sein Film-Pendant wirkt.